# Apple One
Apple One是蘋果公司推出的一种將Apple Music、Apple TV+、Apple Arcade、iCloud+、News+和Fitness+整合在一起的订阅服務，用戶訂閱後可以同時享有以上服務。該服務於2020年推出。Apple One分為3檔，分別為個人、家庭和高級，三者區別在於：iCloud+存储的容量，其中个人为50GB，家庭为200GB，高級为2TB；高級提供Apple News+和Apple Fitness+。家庭和高級套餐允许最多6人共享服務。